# 関東興産
関東興産株式会社（かんとうこうさん、英称：Kanto Kosan Co.,Ltd.）は、かつて存在したトヨタ自動車東日本グループに属する企業であった。トヨタ自動車東日本他の各施設の建築および施設管理とトヨタホームブランドの住宅躯体を製造している。2015年7月ケイ・イー・プロテックと合併し、EJサービスとなった。

## 沿革
- 1973年（昭和48年）2月 - 関東自動車工業より分離独立し、神奈川県横須賀市に設立。
- 1984年（昭和59年）10月 - 静岡県裾野市に東富士事業所を開設。
- 1991年（平成3年）12月 - 岩手県胆沢郡金ケ崎町に岩手事業所を開設。
- 1994年（平成6年）6月 - 山梨県南アルプス市に山梨事業所を開設。
- 2010年（平成22年）10月 - 関東自動車工業の住宅製造事業を統合。
- 2015年 (平成27年) 7月 - 関東興産、ケイ・イー・プロテックが合併し、EJサービスが誕生

## 事業所
- 本社
神奈川県横須賀市浦郷町5丁目2931番地
- 東富士事業所
静岡県裾野市御宿1200番地
- 横須賀事業所
神奈川県横須賀市浦郷町5丁目2931番地
- 岩手事業所
岩手県胆沢郡金ケ崎町西根字森山4番18
- 山梨住宅事業所
山梨県南アルプス市徳永1500